# Wilhelm Fuchs (SS-Mitglied)

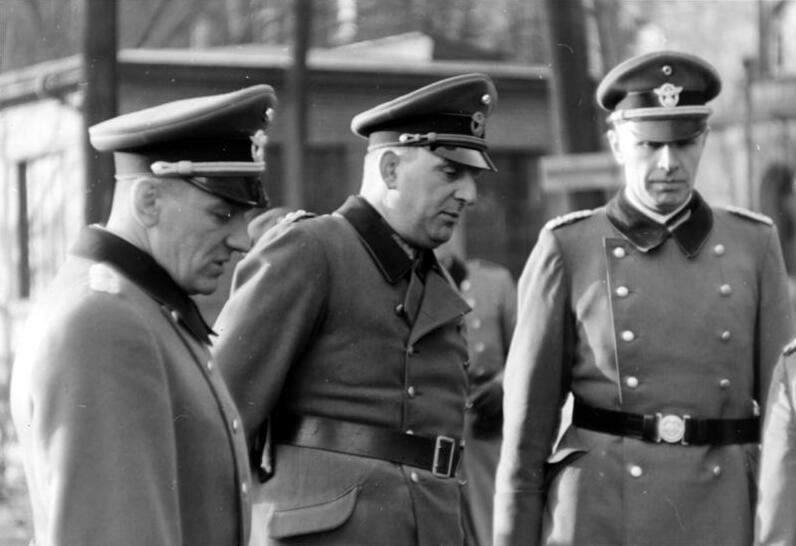
Wilhelm Fuchs (links) mit Kurt Daluege und Otto Winkelmann (1940)

Wilhelm Fuchs (* 1. September 1898 in Mannheim; † 24. Januar 1947 in Belgrad) war ein deutscher Agrarwissenschaftler. Zur Zeit des Nationalsozialismus war Fuchs SS-Oberführer und Oberst der Polizei, Führer der Einsatzgruppe „Serbien“ und Befehlshaber der Sicherheitspolizei und des SD (BdS) im Militärverwaltungsgebiet Serbien, Kommandeur der Sicherheitspolizei und des SD in Litauen, BdS Ostland in Riga und Führer des Einsatzkommandos 3 in der Sowjetunion.

## Leben
Wilhelm Fuchs studierte nach dem Ende seiner Schullaufbahn an der Universität Leipzig Landwirtschaftswissenschaft und promovierte dort 1929 zum Dr. phil. Zum 1. April 1932 trat er der NSDAP (Mitgliedsnummer 1.038.061) und am 1. Dezember 1932 der SS bei (SS-Nummer 62.760).
Nach der Machtergreifung durch die Nationalsozialisten war Fuchs ab April 1933 zweiter Adjutant von Reichsbauernführer Walther Darré und wurde am 11. Juli 1933 zum SS-Untersturmführer ernannt. Von hier wechselte er als SS-Führer in das Rasse- und Siedlungsamt der SS, wo er bis 1936 eingesetzt war. Von hier kam er in das Sicherheitsdienst-Hauptamt.  Ab Oktober 1937 führte er den SS-Oberabschnitt Dresden. Danach war er als Inspekteur der Sicherheitspolizei und des SD in Braunschweig eingesetzt und wurde am 20. April 1938 zum SS-Standartenführer befördert. 

### Zweiter Weltkrieg
Ab 1940 war Fuchs als SD-Referent zum Befehlshaber der Sicherheitspolizei und des Sicherheitsdienstes im Generalgouvernement kommandiert. Im Balkanfeldzug ab April 1941 wurden wie bereits im Krieg gegen Polen hinter den kämpfenden Truppen Einsatzgruppen der Sicherheitspolizei eingesetzt. Fuchs wurde mit der Führung der Einsatzgruppe „Serbien“ beauftragt. Nach dem deutschen Überfall auf Jugoslawien am 6. April 1941 entwickelte sich vor Ort unter der Führung von Tito eine eigenständige Befreiungsbewegung, die durch Zerstörungen von Schienensträngen, Fernsprechleitungen und sonstigen Infrastruktureinrichtungen den deutschen Besatzern Widerstand entgegensetzte. Zur Bekämpfung dieser Partisanentätigkeit wurden daher die deutschen Sicherungstruppen im Besatzungsgebiet verstärkt und der bisherige Wehrmachtbefehlshaber durch den General der Gebirgstruppen Franz Böhme ersetzt. Dieser stützte sich auf den sogenannten „Sühnebefehl“ des Oberkommandos der Wehrmacht vom 16. September 1941, womit die Partisanenbekämpfung durch zahlreiche Geiselnahmen intensiviert wurde. Nach Auflösung seiner Einsatzgruppe wurde Fuchs zum Befehlshaber der Sicherheitspolizei und des SD (BdS) für Serbien bestellt, konnte aber wenig erfolgreich agieren. Er wurde daher Ende Januar 1942 von SS-Standartenführer Emanuel Schäfer abgelöst, den der Chef des Reichssicherheitshauptamtes Reinhard Heydrich bei Eröffnung seiner neuen Verwendung zu schärferem Durchgreifen aufforderte, da Fuchs nach Meinung von Heydrich versagt habe.
Im Juni 1942 vertrat Fuchs den SS- und Polizeiführer Lettland, SS-Oberführer Walther Schröder. Vom 8. Juli bis 14. September 1943 war er Höherer SS- und Polizeiführer „Mitte“ in Braunschweig.
Am 15. September 1943 kam Fuchs erneut in den Osten als Führer des Einsatzkommandos 3 zurück, das er bis zum 6. Mai 1944 kommandierte und anschließend bis 17. Oktober 1944 die Führung der Einsatzgruppe A übernahm. Er führte dann für kurze Zeit nochmals die Einsatzgruppe E „Kroatien“, um schon am 9. November 1944 wiederum als BdS Ostland in die Ukraine zurückversetzt zu werden.

### Nach dem Krieg
Nach Kriegsende wurde Wilhelm Fuchs festgenommen und an Jugoslawien ausgeliefert. In Belgrad wurde er von einem Militärgerichtshof am 22. Dezember 1946 zum Tode verurteilt und am 24. Januar 1947 durch den Strang hingerichtet.